# Андраде, Освалд де
Освалд де Андраде (порт. José Oswald de Sousa de Andrade; 11 января 1890, Сан-Паулу — 22 октября 1954, Сан-Паулу) — бразильский поэт, прозаик, драматург, публицист, теоретик национальной культуры, один из лидеров национального модернизма.

## Биография

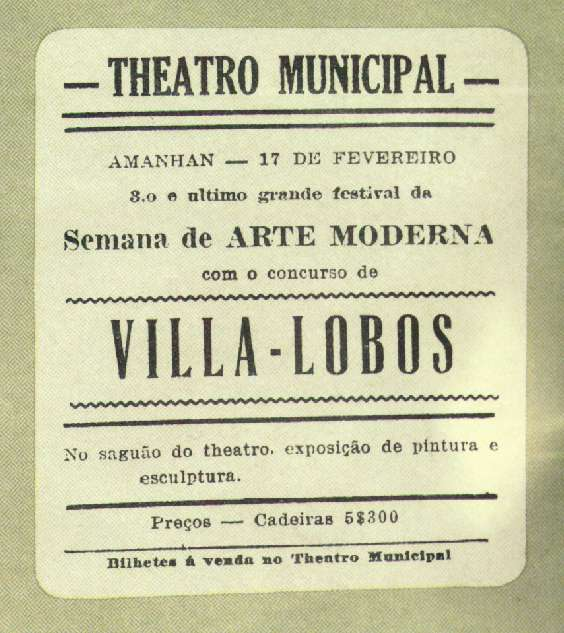
Афиша Недели современного искусства

Из обеспеченной семьи. Окончил юридический факультет Университета в Сан-Паулу. С 1909 года занимался журналистикой. Член группы Пятеро, инициатор Недели современного искусства (1922). Автор основополагающего документа современной бразильской и латиноамериканской культуры Антропофагический манифест (1928), представившего культуру Бразилии и Латинской Америки как каннибальскую по отношению к Европе и миру в целом.
В 1926—1930 годах — муж Тарсилы ду Амарал, в начале 1930-х — муж Пагу.
Похоронен на кладбище Консоласан в г. Сан-Паулу.

## Произведения

### Стихи
- 1926: Pau-Brasil
- 1927: Primeiro Caderno do Aluno de Poesia
- 1945: Cântico dos Pânticos para Flauta e Violão
- 1945: O Escaravelho de Ouro
- 1947: O Cavalo Azul

### Романы
- 1922—1934: Os Condenados (трилогия)
- 1924: Memórias Sentimentais de João Miramar
- 1933: Serafim Ponte Grande
- 1943: Marco Zero à Revolução Melancólica

### Пьесы
- 1934: O Homem e o Cavalo
- 1937: A Morta
- 1937: Rei da Vela

## Публикации на русском языке
- [Стихотворения]/ Поэзия Латинской Америки. М.: Художественная литература, 1975, с. 141